# Даная (Софокл)
«Даная» (др.-греч. Δανάη) — трагедия древнегреческого драматурга Софокла (V век до н. э.) на тему мифов о Персее, текст которой почти полностью утрачен.
Главная героиня пьесы — дочь аргосского царя Акрисия, оказавшаяся вместе с новорождённым сыном Персеем на острове Сериф. Местный царь Полидект воспылал к Данае страстью, но она ему отказала. Чтобы добиться её руки, Полидект решил отделаться от Персея (возможно, выросшего быстрее, чем обычные дети): он отправил юношу за головой Горгоны Медузы. От всего текста трагедии сохранился только один фрагмент, поддающийся прочтению. Однако исследователь Виктор Ярхо полагал, что по смыслу этот обрывок больше подходит к трагедии Софокла «Акрисий».
Антиковед Фаддей Зелинский предположил, что «Даная» входила в один цикл с трагедиями «Акрисий» и «Ларисейцы», а значит, относилась к раннему этапу творчества Софокла.
Трагедию с таким же названием написал и Еврипид.